# Young Turks
Young Turks è un singolo del 1981 del cantante rock britannico Rod Stewart, estratto dall'album Tonight I'm Yours. Tra le più celebri nel repertorio dell'artista, la canzone ha raggiunto la quinta posizione nella classifica statunitense dei singoli Billboard Hot 100.
Il brano, prodotto mediante un sintetizzatore e un hi-hat, è il secondo scritto da Stewart in collaborazione con il batterista Carmine Appice. Gli altri musicisti che suonano nel brano sono il chitarrista Jim Cregan, il bassista Jay Davis; il tastierista Kevin Savigar (coautore del brano); il pianista elettronico Duane Hitchings, e la cantante Linda Lewis.

## Significato
Il termine Young Turk ("giovane turco"), derivante dall'omonimo movimento politico della fine del XIX secolo, sta ad identificare, in gergo, un giovane ribelle che agisce diversamente da ciò che è ritenuto normale dalla società. In realtà, la frase non viene mai pronunciata nella canzone, facendo invece riferimento a "young hearts" ("giovani cuori").
Il brano è infatti incentrato sulla storia di due adolescenti, Billy e Patti, che decidono di cambiare vita e fuggire insieme senza avvisare i propri genitori. Come emerge dalle strofe conclusive, Patti dà poi alla vita un piccolo bambino.

## Videoclip
Il video ufficiale, diretto da Russell Mulcahy e coreografato da Kenny Ortega, è stato girato nel centro di Los Angeles nell'estate del 1981. È stato il primo video con una scena di break dance ad essere trasmesso da MTV.

## Classifiche

### Classifiche settimanali
| Classifica (1981/82)          | Posizione massima |
| ----------------------------- | ----------------- |
| Australia                     | 3                 |
| Belgio (Fiandre)              | 5                 |
| Canada                        | 2                 |
| Germania                      | 30                |
| Irlanda                       | 9                 |
| Italia                        | 23                |
| Nuova Zelanda                 | 19                |
| Paesi Bassi                   | 14                |
| Regno Unito                   | 11                |
| Stati Uniti                   | 5                 |
| Stati Uniti (mainstream rock) | 23                |
| Sudafrica                     | 2                 |

### Classifiche di fine anno
| Classifica (1981) | Posizione |
| ----------------- | --------- |
| Canada            | 57        |
| Classifica (1982) | Posizione |
| Australia         | 23        |
| Belgio (Fiandre)  | 43        |
| Canada            | 26        |
| Stati Uniti       | 48        |
| Sudafrica         | 11        |